# Gerard III (hrabia Geldrii)

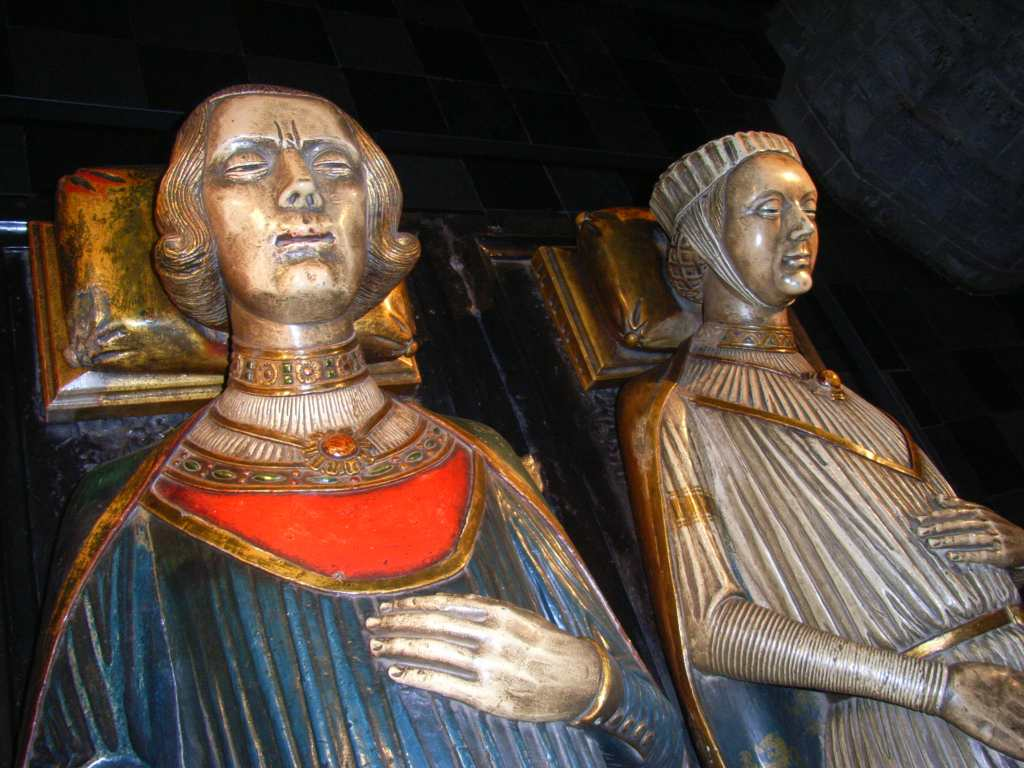
Gerard i jego żona Małgorzata – nagrobek w kościele w Roermond

Gerard III (zm. 22 października 1229) – hrabia Geldrii i Zutphen od 1207 r.

## Życiorys
Gerard był drugim synem hrabiego Geldrii Ottona I i Ryszardy, córki księcia Bawarii Ottona I Wittelsbacha. Starszy brat Henryk zmarł przed śmiercią ojca, dzięki czemu Gerard w 1207 r. odziedziczył hrabstwa Geldrii i Zutphen. W sporze o tron niemiecki między Welfami i Hohenstaufami opowiedział się po stronie tych ostatnich, w efekcie czego Geldria w 1213/1214 r. została najechana i zniszczona przez Ottona IV Welfa, a sam Gerard zmuszony do udziału w bitwie pod Bouvines po stronie Welfów. Gerard współpracował z księciem Brabancji Henrykiem I, m.in. wspólnie z nim uczestnicząc w splądrowaniu Liège. Udało mu się doprowadzić do wyboru swego brata, Ottona na biskupa Utrechtu, ale ten zmarł przed uzyskaniem zatwierdzenia papieskiego. Uczestnicząc w 1227 r. w wojnie biskupa Utrechtu Ottona II z Lippe przeciwko mieszkańcom Drenthe Gerard został wzięty do niewoli podczas bitwy pod Ane. Był przez pewien czas świeckim administratorem biskupstwa Münster. 
Organizował cła na Renie, nadawał prawa miejskie. W 1218 r. założył klasztor cysterski w Roermond, którego pierwszą ksienią została matka Gerarda, Ryszarda z Bawarii. Został tam pochowany.

## Rodzina
W 1206 r. Gerard poślubił Małgorzatę, córkę księcia Brabancji Henryka I. Z tego związku pochodziło co najmniej czworo dzieci:
- Otto II (zm. 1271), następca ojca jako hrabia Geldrii i Zutphen,
- Henryk (zm. 1285), biskup Liège w latach 1247–1274,
- Małgorzata (zm. przed 1251), zaręczona z hrabią Jülich Wilhelmem IV,
- Ryszarda (zm. 1293/1298), żona hrabiego Jülich Wilhelma IV (narzeczonego swej starszej siostry).